# Parapristionchus giblindavisi
Parapristionchus giblindavisi is een parasitaire rondworm die behoort tot de orde Rhabditida. Het geslacht Parapristionchus heeft zowel morfologisch als genetisch veel overeenkomsten met het geslacht Pristionchus en wordt als een zustergroep van Pristionchus beschouwd.
De rondworm komt in Japan voor bij vliegende herten. Parapristionchus giblindavisi heeft een klauwachtige dorsale tand in zowel het type met een kleine mond (stenostomateus) als die met een grote mond en grotere tanden (eurystomateus). Bij de kleine mond is de tand omgekeerd V-vormig. Het cheilostoom wordt verdeeld in 12 dikke, cuticuneuze platen, die bij de mondopening geen apicale flappen hebben. Het cheilostoom is de lipholte, het voorste gedeelte van de mondholte. Naast de klauwachtige dorsale tand zitten links subventraal kleine tandjes.
Het dikke, cilindrische, 1 - 1,5 mm lange lichaam heeft een dikke cuticula met fijne ringen en duidelijke in de lengte lopende strepen. Het laterale veld heeft twee lijnen, die slechts zwak te onderscheiden zijn van de lichaamsstriatie. De kop is vernauwend afgerond, zonder lippen en met zes korte en papilliforme, lipsensillen. Bij de mannetjes komen vier kleine, papilliforme koppapillen voor. De openingen van de amfiden zitten aan het achterste uiteinde van de cheilostomatale platen. Deiriden lateraal aanwezig. De op P7 gelegen genitale papillen zijn distaal gespleten.
Als het voedsel opraakt worden er dauerlarven gevormd.